# Digital Extremes
Digital Extremes è una sviluppatrice di videogiochi canadese fondata nel 1993 da James Schmalz.

## Giochi sviluppati /co-sviluppati
- Solar Winds - PC (1992)
- Epic Pinball – PC (1993)
- Silverball – PC (1993)
- Extreme Pinball – PC (1995)
- Unreal – PC (1998)
- Unreal Tournament – PC (1999), PS2/Dreamcast (2000)
- Unreal Championship – Xbox (2002)
- Adventure Pinball: Forgotten Island – PC (2001)
- Unreal Tournament 2003 – PC (2002)
- Unreal Tournament 2004 – PC (2004)
- Pariah – PC/Xbox (2005)
- Warpath – PC/Xbox (2006)
- Dark Sector – PS3/Xbox 360 (2008), PC (2009)
- BioShock – PS3 (2008)
- BioShock 2 - PC/PS3/Xbox 360 (Modalità Multiplayer, 2010)
- Homefront – PC (2011)
- The Darkness II – PC/PS3/Xbox 360 (2011)
- Star Trek - PC/PS3/XBOX360 (2013)
- Warframe - PC/PS4/Xbox One (2013)

## Evolution Engine
L'Evolution Engine è un motore grafico proprietario di Digital Extremes. Il motore venne usato per la prima volta su Dark Sector, e anche su The Darkness II. Esso è utilizzato per sviluppare il gioco azione/co-op Star Trek, e Warframe, un titolo free to play.